# Braadpan- of banjomeervallen
Braadpan- of banjomeervallen (Aspredinidae) zijn een familie van straalvinnige vissen uit de orde van Meervalachtigen (Siluriformes).

## Subfamilies en geslachten
Subfamilie Aspredininae
- Aspredinichthys Bleeker, 1858
- Aspredo Scopoli, 1777
- Platystacus Bloch, 1794
- Pterobunocephalus Fowler, 1943

Subfamilie Bunocephalinae
- Acanthobunocephalus Friel, 1995
- Amaralia Fowler, 1954
- Bunocephalus Kner, 1855
- Pseudobunocephalus Friel, 2008

Subfamilie Hoplomyzontinae
- Dupouyichthys Schultz, 1944
- Ernstichthys Fernández-Yépez, 1953
- Hoplomyzon Myers, 1942
- Micromyzon Friel & Lundberg, 1996
- Xyliphius Eigenmann, 1912